# 西経120度線

西経120度線は、カナダにおいてブリティッシュコロンビア州とアルバータ州の境界に、アメリカ合衆国においてカリフォルニア州とネバダ州のおおよその境界になっている。

西経120度線（せいけい120どせん）は、本初子午線面から西へ120度の角度を成す経線である。北極点から北極海、北アメリカ、太平洋、南極海、南極大陸を通過して南極点までを結ぶ。東経60度線と共に大円を形成する。
西経120度線は、カナダにおいてブリティッシュコロンビア州とアルバータ州の境界になっている。西経120度線が両州の境界になっている箇所の南端は西経120度線とアメリカ大陸の分水嶺との交点で、およそその位置にある山は「交点」という意味のインターセクション山と名付けられている。
また、アメリカ合衆国においてカリフォルニア州とネバダ州の境界がおおよそ西経120度線に沿っている。

## 通過する地域一覧
西経120度線は、北極点から南極点まで南に向かって以下の場所を通っている。
| 地理座標                                               | 国土・領土・領海           | 備考 |
| ------------------------------------------------------ | -------------------------- | --- |
| 北緯90度0分 西経120度0分 / 北緯90.000度 西経120.000度  | 北極海                     | |
| 北緯77度1分 西経120度0分 / 北緯77.017度 西経120.000度  | カナダ                     | ノースウエスト準州 — プリンスパトリック島 |
| 北緯75度50分 西経120度0分 / 北緯75.833度 西経120.000度 | マクルアー海峡             | |
| 北緯74度17分 西経120度0分 / 北緯74.283度 西経120.000度 | カナダ                     | ノースウエスト準州 — バンクス島 |
| 北緯72度14分 西経120度0分 / 北緯72.233度 西経120.000度 | プリンスオブウェールズ海峡 | |
| 北緯71度32分 西経120度0分 / 北緯71.533度 西経120.000度 | アムンゼン湾               | |
| 北緯69度21分 西経120度0分 / 北緯69.350度 西経120.000度 | カナダ                     | ヌナブト準州 ノースウエスト準州 — グレートベア湖を通過 ブリティッシュコロンビア州とアルバータ州の境界（北緯60度0分 西経120度0分 / 北緯60.000度 西経120.000度から） ブリティッシュコロンビア州（北緯53度48分 西経120度0分 / 北緯53.800度 西経120.000度から）                 |
| 北緯49度0分 西経120度0分 / 北緯49.000度 西経120.000度  | アメリカ合衆国             | ワシントン州 オレゴン州（北緯45度49分 西経120度0分 / 北緯45.817度 西経120.000度から） カリフォルニア州とネバダ州のおおよその境界（北緯42度0分 西経120度0分 / 北緯42.000度 西経120.000度から） カリフォルニア州（北緯39度0分 西経120度0分 / 北緯39.000度 西経120.000度から） |
| 北緯34度27分 西経120度0分 / 北緯34.450度 西経120.000度 | 太平洋                     | サンタバーバラ海峡 |
| 北緯33度59分 西経120度0分 / 北緯33.983度 西経120.000度 | アメリカ合衆国             | カリフォルニア州 — サンタローザ島（英語版） |
| 北緯33度57分 西経120度0分 / 北緯33.950度 西経120.000度 | 太平洋                     | |
| 南緯60度0分 西経120度0分 / 南緯60.000度 西経120.000度  | 南極海                     | |
| 南緯73度44分 西経120度0分 / 南緯73.733度 西経120.000度 | 南極大陸                   | 領有権主張のない地域 |